# Carpasia
Carpasia (in greco antico: Καρπασία?) era un'antica colonia greca e fenicia ubicata sull'isola di Cipro. Era situata sulla penisola orientale dell'isola e attualmente i suoi resti si trovano nel territorio della Repubblica Turca di Cipro del Nord.

## Storia
Esiste una leggenda citata da Ellanico di Lesbo secondo la quale fu fondata da Pigmalione, re di Sidone. Strabone dice che aveva un porto e che si trovava sul promontorio di Sarpedón, che era in Cilicia (Asia Minore). Non lontane si trovavano le isole Carpasie. Nel Periplo di Scilace viene citata come città abitata dai Fenici, come Lapeto e Cerinea.
Nelle Elleniche di Ossirinco viene citato un gruppo di mercenari ciprioti che erano parte di una flotta sotto il comando di Conone intorno al 395 a.C. I mercenari elessero come stratega un uomo di origine carpasia. Conone, dopo aver chiesto l'aiuto dei soldati della guarnigione che proteggeva Cauno e di altri soldati di Caria, catturò e uccise sessanta ciprioti rivoltosi e crocifisse il loro capo.
Carpasia viene anche menzionata nella lista dei teorodoci di Delfi del 193 a.C.. Viene inoltre documentata la partecipazione di uomini di Carpasia ai giochi panellenici nei primi anni del II secolo a.C. È documentata una dedica di  Carpasia a "tutti gli dei".
La città si trovava nell'attuale Agios Filo, a nord del villaggio di Rizokarpaso.